# Ralf Ringer
Ralf Ringer — российская компания, специализирующаяся на производстве и торговле мужской, женской и детской обувью под марками Ralf Ringer, Piranha и Riveri. Производственные мощности расположены в Москве, Зарайске и Владимире.

## История
Компания Ralf Ringer была создана в 1996 году Андреем Бережным, который с 1993 года осуществлял импорт обуви из Индии. Производство располагалось на площадях фабрики «Буревестник», производственные активы которой позднее были выкуплены. В 2004 году объём производства составил 1 млн пар в год. В 2005 году была открыта фабрика во Владимире, а в 2006 году в Зарайске.
В 2011 году компания, специализируясь на обуви средненижнего и среднесреднего ценового сегмента, занимала вторую строчку в рейтинге Ageis Media по размерам рекламных бюджетов среди обувных марок. Затраты на марку составили 6 млн долларов в год. По данным КОМКОН узнаваемость марки среди россиян в первом полугодии 2011 года достигла 2,1 %.
По данным Российского союза кожевенников и обувщиков в 2010—2012 годах компания стала единственной компанией из крупнейших российских производителей, которая смогла нарастить объёмы производства на 40 % с 1 млн до 1,4 млн пар.
К 2007 году компания насчитывала около 60 магазинов.
Экспертиза мужской обуви различных производителей, присутствующих на российском рынке, проведённая в 2017 году российской национальной системой мониторинга качества потребительских товаров, назвала мужские туфли Ralf Ringer самыми лёгкими, но отметила низкое качество подкладки, которая линяет и красится. В список высококачественной обуви продукция Ralf Ringer по результатам данного исследования не попала.
Компания Ralf Ringer отмечается как представитель распространённой в России практики использовать для продукции местного производства бренды, выглядящие иностранными.
В 2002 году компания была удостоена премии Бренд года/EFFIE (бронза) в номинации «малобюджетный проект», а в 2004 году заняла первое место в номинации «Одежда и обувь».
В 2007 году Российской таможней была задержана партия контрафактной продукции под брендом Ralf Ringer, произведённой в Китае.
В 2024 году арбитражным судом Москвы АО «Ralf Ringer» было признано банкротом.